# (396) Eolia
(396) Eolia, en español Eolia, es un asteroide perteneciente al cinturón de asteroides descubierto el 1 de diciembre de 1894 por Auguste Honoré Charlois desde el observatorio de Niza, Francia. Está nombrado por Eolia, una antigua región de Asia Menor.

## Características orbitales
Eolia orbita a una distancia media de 2,741 ua del Sol, pudiendo alejarse hasta 3,177 ua. Tiene una excentricidad de 0,1591 y una inclinación orbital de 2,55°. Emplea 1658 días en completar una órbita alrededor del Sol.